# Квін оф зе Саут
«Квін оф зе Саус» (шотл. Queen of the South Fitbaa Club) — професійний шотландський футбольний клуб з міста Дамфріс. Виступає у шотландському Чемпіоншипі. Домашні матчі проводить на стадіоні «Палмерстон Парк», який вміщує 8690 глядачів.

## Історія
«Квін оф зе Саус» було засновано в 1919 році шляхом об'єднання трьох клубів: «Дамфріс», «5-й КРВ» та «Аррол-Джонстон». В 1923-му новий клуб увійшов до Шотландської футбольної ліги. Свої виступи команда почала в регіональних лігах. Найвищим досягненням Королев є 4-те місце у вищому дивізіоні в сезоні 1933–34. Крім того, «Квін оф зе Саус» ставав фіналістом в 2008-му та півфіналістом у 1949-му Кубку Шотландії, а також півфіналістом Кубку шотландської ліги в сезонах 1950-51 і 1960-61.

## Досягнення
- Кубок Шотландії:
  - Фіналіст (1): 2007–08